# USS Bowfin (SS-287)
L'USS Bowfin (SS/AGSS-287) est un sous-marin de classe Balao en service dans l'United States Navy pendant la Seconde Guerre mondiale. Depuis les années 1980, le sous-marin est un National Historic Landmark, conservé comme mémorial et navire musée dans la base de Pearl Harbor, à Hawaï.
Sa quille est posée le 23 juillet 1942 au chantier naval Portsmouth Naval Shipyard de Kittery, dans le Maine. Il est lancé le 7 décembre 1942, parrainé par Mme Jane Gawne (épouse du capitaine James Gawne); et mis en service le 1er mai 1943 sous le commandement du commander Joseph H. Willingham.

## Historique
Le Bowfin quitta New London le 1er juillet 1943 et arriva à Brisbane, en Australie, le 10 août. Entre le 16 août 1943 et le 4 juillet 1945, le submersible effectua neuf patrouilles de guerre, opérant des Indes néerlandaises à la mer du Japon et dans les eaux au sud de Hokkaido.
Lors de ses missions, il coula 15 navires marchands et une frégate pour un total de 68 032 tonnes, partageant également le naufrage d'un navire marchand de 4 500 tonnes avec l'USS Aspro.
Rejoignant Pearl Harbor 29 août 1945, le Bowfin navigua vers la côte est en arrivant à Staten Island le 21 septembre. Il opéra avec la flotte de l'Atlantique jusqu'à son retrait du service le 12 février 1947.
Remis en service pour soutenir les forces dirigées par l'ONU pendant la guerre de Corée, le sous-marin est de nouveau opérationnel le 27 juillet 1951. Après deux ans d'entraînement et d'exercices locaux, le sous-marin rejoint les États-Unis à la fin de la guerre de Corée à l'été 1953, arrivant à San Francisco le 8 octobre et de nouveau placé en réserve au chantier naval de Mare Island le 22 avril 1954.

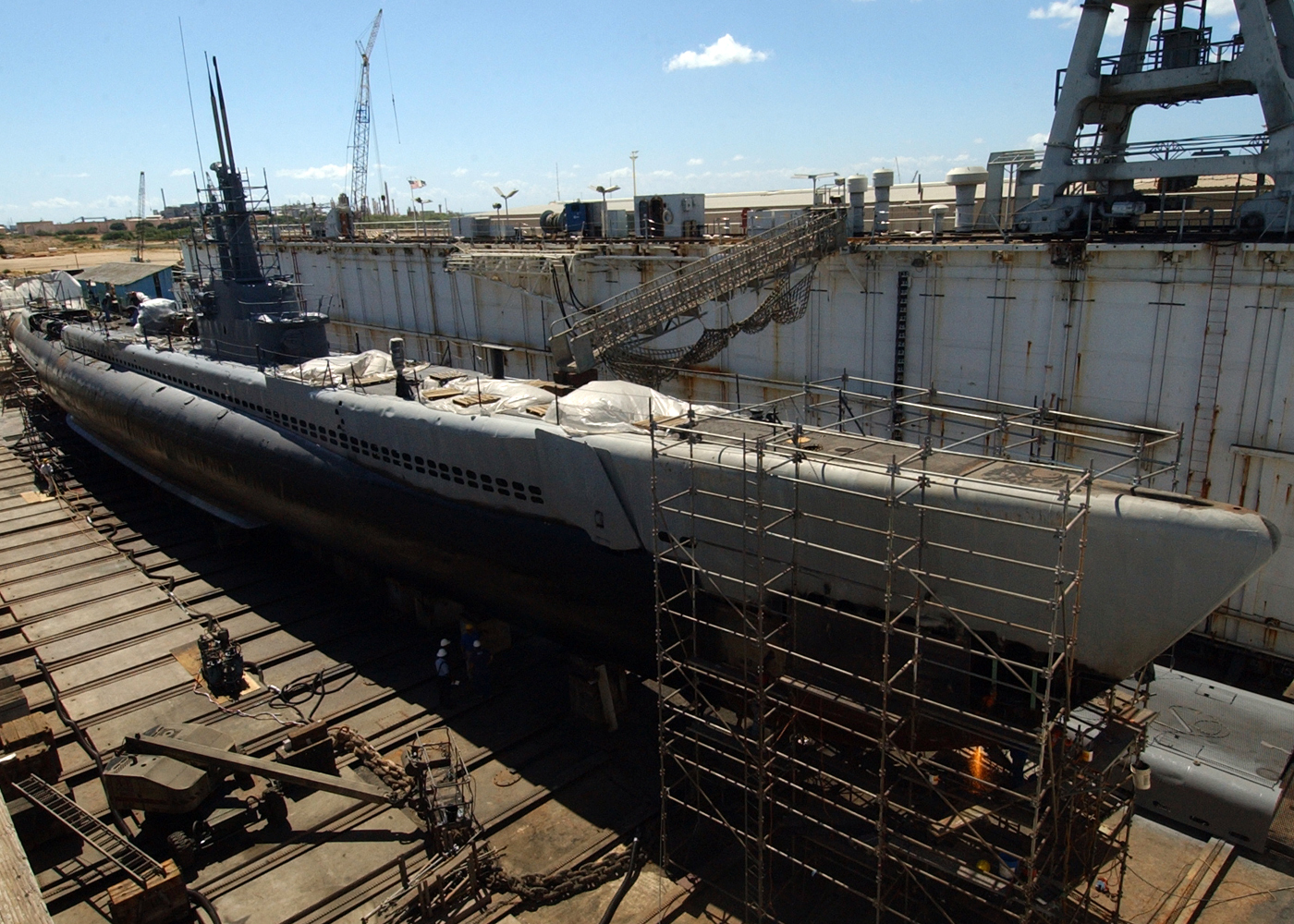
Le Bowfin en cale sèche pendant une restauration en 2004.

En mai 1960, il sert de sous-marin d'entraînement dans l'United States Navy Reserve, avant d'être rayé du Naval Vessel Register le 1er décembre 1971. Remorqué à Hawaï le 1er août 1979, le submersible est conservé comme mémorial et navire musée dans la base de Pearl Harbor. Il est amarré à proximité du centre d'accueil du mémorial de l'USS Arizona.
Le Bowfin est déclaré monument historique national en 1986.

## Dans la culture populaire
Le Bowfin est l'un des plusieurs sous-marins (avec les USS Tang, Spadefish, Growler, et Seawolf) dont les patrouilles de guerre peuvent être reconstituées dans le jeu Silent Service de MicroProse en 1985 et dans les différents ports du jeu, dont le système de divertissement Konami, sortie sous la Nintendo Entertainment System.